# Folkstone (album)
Folkstone è il primo album dell'omonimo gruppo musicale.L'album è stato pubblicato nel 2007.

## Tracce
1. Intro – 1:59
2. Folkstone – 4:09
3. Briganti di montagna – 5:44
4. Rocce nere – 4:31
5. Avanti – 4:00
6. In taberna – 3:41
7. Oltre il tempo – 5:09
8. Con passo pesante – 3:16
9. Lo stendardo – 5:06
10. Igni gena – 4:02
11. Alza il corno – 3:43
12. Outro – 1:24